# Барміно (Нижньогородська область)
Барміно (рос. Бармино) — село в Лисковському районі Нижньогородської області Російської Федерації.
Населення становить 1391 особу. Входить до складу муніципального утворення Барминська сільрада.

## Історія
Від 2009 року входить до складу муніципального утворення Барминська сільрада.

## Населення
| 2002 | 2010  |
| ---- | ----- |
| 1573 | ↘1391 |